# Brothers in Arms (album, Dire Straits)
Brothers in Arms je peti studijski album britanske rock skupine Dire Straits, ki je izšel 13. maja 1985 pri založbah Vertigo Records (mednarodno) in Warner Bros. Records (ZDA). 
Znan je po tem, da je nastal ob koncu dobe vinilnih plošč in postal prvi album, ki je uspel na takrat novem tržišču CD-jev. Njegov uspeh pripisujejo osredotočenosti na pop občinstvo s številnimi spevnimi skladbami, k njegovi prepoznavnosti pa je bistveno prispeval tudi videospot za skladbo »Money for Nothing«, ki je bil v celoti računalniško animiran, kar je bilo za tisti čas prelomno.
Brothers in Arms se je uvrstil na vrh glasbenih lestvic v več državah, od tega je bil devet tednov na vrhu ameriške lestvice Billboard 200. Še vedno je eden od najbolje prodajanih albumov na svetu, ki so ga po ocenah prodali v več kot 30 milijonih izvodov; vodja založbe Rykodisk je denimo izjavil, da so imeli v tem času težave s tiskanjem svojih izdaj, saj je povpraševanje po Brothers in Arms zapolnilo proizvodne kapacitete po svetu. Zanj so leta 1985 prejeli grammyja za tonsko tehniko.
Album je pomenil prelomnico v karieri skupine Dire Straits, ki jih je uveljavil kot zvezdnike svetovnega slovesa. Promovirali so ga s turnejo, ki je trajala kar dve leti in obsegala 200 nastopov (v sklopu te turneje so 13. maja 1985 nastopili tudi v ljubljanski hali Tivoli). Zaradi nenehnega koncertiranja in soočanja s slavo so se odnosi v skupini zaostrili, tako da so po turneji naredili premor, med katerim so se člani posvetili stranskim projektom. Naslednji studijski album, On Every Street, so izdali šele leta 1991.

## Seznam skladb
Vse pesmi je napisal Mark Knopfler, razen kjer je posebej označeno. Dolžine skladb na LP-ju so različne od tistih na CD-ju in kaseti zaradi omejitve dolžine LP-ja.

### CD in kaseta
| Št.             | Naslov                                     | Dolžina |
| --------------- | ------------------------------------------ | ------- |
| 1.              | „So Far Away‟                              | 5:12    |
| 2.              | „Money for Nothing‟ (Mark Knopfler, Sting) | 8:26    |
| 3.              | „Walk of Life‟                             | 4:12    |
| 4.              | „Your Latest Trick‟                        | 6:33    |
| 5.              | „Why Worry‟                                | 8:31    |
| 6.              | „Ride Across the River‟                    | 6:58    |
| 7.              | „The Man's Too Strong‟                     | 4:40    |
| 8.              | „One World‟                                | 3:40    |
| 9.              | „Brothers in Arms‟                         | 7:00    |
| Skupna dolžina: | Skupna dolžina:                            | 55:07   |

### LP
| Prva stran | Prva stran                                 | Prva stran |
| Št.        | Naslov                                     | Dolžina    |
| ---------- | ------------------------------------------ | ---------- |
| 1.         | „So Far Away‟                              | 3:59       |
| 2.         | „Money for Nothing‟ (Mark Knopfler, Sting) | 7:04       |
| 3.         | „Walk of Life‟                             | 4:12       |
| 4.         | „Your Latest Trick‟                        | 4:46       |
| 5.         | „Why Worry‟                                | 5:22       |

| Druga stran     | Druga stran             | Druga stran |
| Št.             | Naslov                  | Dolžina     |
| --------------- | ----------------------- | ----------- |
| 6.              | „Ride Across the River‟ | 6:58        |
| 7.              | „The Man's Too Strong‟  | 4:40        |
| 8.              | „One World‟             | 3:40        |
| 9.              | „Brothers in Arms‟      | 7:00        |
| Skupna dolžina: | Skupna dolžina:         | 47:21       |